# Typhlodromus jordanis
Typhlodromus jordanis är en spindeldjursart som först beskrevs av Rivnay och Swirski 1980.  Typhlodromus jordanis ingår i släktet Typhlodromus och familjen Phytoseiidae. Inga underarter finns listade i Catalogue of Life.